# Bandeira da República de Natália
A bandeira da República de Natália consiste de um triângulo isósceles branco com o quadrante superior da bandeira vermelho e o quadrante inferior azul, baseada numa bandeira tricolor usada em Swellendam e Graaff-Reinet em 1795, que por sua vez era baseada na bandeira da Holanda.  